# ژان تولی
ژان تولی (ژان توله یا Jean Teulé)، متولد ۲۶ فوریه ۱۹۵۳، کاریکاتوریست، فیلم‌نامه‌نویس و رمان‌نویس فرانسوی بود. او علاوه بر فعالیت در تصویرسازی و ساخت فیلم، ۱۰ کتاب موفق و پرفروش هم نوشته و از جوایز ادبی نیز سهمی داشت. تولی در زمینهٔ زندگی‌نامه‌نویسی هم فعالیت داشت. او در ۱۸ اکتبر ۲۰۲۲ از دنیا رفت.

## زندگی
شریک زندگی ژان تولی از سال ۱۹۹۸ بازیگری فرانسوی به نام Miou-Miou بوده‌است.

## آثار
این نویسنده برای اولین بار با ترجمهٔ رمان مغازه خودکشی به فارسی زبانان شناسانده شد.
اثرهای تولی در قالب رمان و داستان به شکل زیر است:
- مغازه خودکشی (Le Magasin des suicides‎)

مغازه خودکشی: یک فانتزی سیاهِ تکان دهنده است که بعد از چاپ شدن در سال ۲۰۰۷، توجه فراوانی را برانگیخت. رمان عجیب ژان تولی (۱۹۵۳), نویسنده و فیلمنامه‌نویس فرانسوی، هجوی است تمام عیار دربارهٔ مرگ و امید، رمان دربارهٔ یک دکان فروشِ ابزار و ادواتِ خودکشی است. همه جور خنزرپنزری در آن یافت می‌شود. از انواع سم تا طناب‌های دار، از انواع سلاح کمری مناسب برای انتحار تا ویروس‌های کشنده. یک فروشگاه منحصر به فرد در زمان و مکانی نامعلوم.
رمان گره خورده‌است به نام برخی از مهم‌ترین چهره‌های ادبی و هنری که خود را کشته‌اند؛ میشیما، مرلین مونرو، ونسان ونگوگ و … تقاضا زیاد است، تا اینکه روزی پسری وارد این مغازه می‌شود و با خودش تحولی به همراه می‌آورد… رمان مغازه خودکشی از درخشان‌ترین آثار فانتزی سیاه است که در دو دهه گذشته در جهان نوشته شده‌است. حضور متراکم مرگ، تلاش برای ساختن امید به زندگی، نبردی نمادین و مملو از شوخی‌های ظریف که در نهایت قرار است خواننده را میخ‌کوب کند. رمان (به فرانسوی: Le magasin des suicides) در سال ۲۰۰۶ نوشته و در سال ۲۰۱۲ تبدیل به فیلم شد.
- آدم خواران، مترجم:احسان کرم ویسی، نشر چشمه، چاپ اول: ۱۳۹۸
- خرزهره (Fleur de tonnerre)، مترجم: سوگل فراهانی، نشر چشمه، چاپ اول: ۱۴۰۳

هلن ژگادو ده‌ها نفر از معاصران خود را بدون هیچ دلیل آشکاری به قتل رساند.
چه رازهایی در ذهن او پنهان بود که سرانجام، در روز ۲۶ فوریه ۱۸۵۲، در میدان شان دو مارس رن، سرش زیر تیغه گیوتین از بدن جدا شد؟
این ماجرا در دورانی رخ داد که روح روشنگری و تعالیم مذهبی هنوز قدرت تخیل مردم را تحت قوانین منطق و خدای یگانه درنیاورده بود. در سراسر بریتانی، در جنگل‌ها و دشت‌ها و بر روی تپه‌های شنی که بادهای دیوانه‌وار اقیانوس اطلس بر آن‌ها می‌وزید، افسانه‌های عجیب‌وغریب در جریان بود. شب‌ها، در کلبه‌های روستایی، مردم بی‌پایان درباره دسیسه‌های موجودات ماورایی صحبت می‌کردند؛ موجوداتی که به باور آن‌ها مسئول بدبختی‌ها و بلایای بی‌پایان بودند.
از میان این افسانه‌ها، «آنکو» – کارگر مرگ – ترسناک‌ترین بود، و همین تصویر هولناک بود که ذهن کوچک هلن ژگادو را با شدت خارق‌العاده‌ای درگیر کرد. او که خود را به سنگ‌های سرد و عظیم منیرها (سنگ‌های تاریخی) می‌چسباند، باور کرده بود که تجسم آنکو است. از این رو، خود را موظف می‌دید که همه کسانی را که بر سر راهش قرار می‌گرفتند، از بین ببرد. او این مأموریت را با عزمی راسخ و خونسردی که خون در رگ‌ها منجمد می‌کند، انجام داد. هلن ابتدا مادرش را مسموم کرد، کسی که او را «گل خرزهره» نامیده بود. سپس در سراسر بریتانی سفر کرد و بدون کوچک‌ترین تردیدی تمام کسانی را که این آشپز ماهر را با خوشحالی به خانه خود دعوت می‌کردند، از بین برد. او مردان، زنان، کودکان، سالمندان و حتی نوزادان را به قتل می‌رساند. او در خانه‌ها، کلیساها، صومعه‌ها و حتی فاحشه‌خانه‌ها مسموم می‌کرد. با این حال، رفتار مهربانانه و دلسوزانه او در کنار بستر بیماران در حال مرگ، باعث می‌شد هیچ‌کس حتی لحظه‌ای به نیت شوم او شک نکند. برعکس، مردم به حال این زن فداکار دل می‌سوزاندند که همیشه به طور تصادفی در خانه‌هایی که بدشانسی به آن‌ها روی آورده بود، حضور داشت. اما در نهایت، به دلیل اینکه ردپاهای زیادی از خود به جا گذاشته بود، دستگیر شد؛ آن هم وقتی که به سراغ یک قاضی بازنشسته که در امور جنایی مهارت داشت، رفت.
هلن ژگادو همچنان بزرگ‌ترین قاتل زنجیره‌ای تاریخ فرانسه و شاید جهان به شمار می‌رود.

## مرگ
وی در تاریخ ۱۸ اکتبر ۲۰۲۲ بر اثر ایست قلبی در شهر پاریس فرانسه درگذشت اما مدتی بعد در گزارشات پزشکی اعلام شد که وی پس از مسمومیت غذایی دچار ایست قلبی شده‌است. خبر مرگ ژان تولی اولین بار از خبرگزاری اکسپرس منتشر شد و بعد از آن در خبرگزاری‌های ایران نیز بازتاب داشت.